# Bisceglie
Bisceglie là một đô thị và cộng đồng (comune) bên biển Adriatic trong tỉnh Barletta-Andria-Trani trong vùng Apulia miền nam nước Ý.
Đô thị Bisceglie có diện tích 68,48 ki lô mét vuông, dân số thời điểm năm 31 tháng 5 năm 2005 là 54.000 người.
Đô thị này có các đơn vị dân cư (frazioni) sau:
Các đô thị giáp ranh: Corato, Molfetta, Ruvo di Puglia, Terlizzi, Trani.
Theo một giả thuyết, trong thời La Mã thiết lập ở đây một khu định cư được gọi là Vigiliae (Sentinel). Thành phố hiện đại được thành lập bởi người Norman trong thế kỷ 11 và mở rộng dưới triều đại Aragonese Naples trong thế kỷ 15.